# Sadzarzewice
Sadzarzewice (niem. Sadersdorf, łuż. Sazarjejce) – wieś w Polsce położona w województwie lubuskim, w powiecie krośnieńskim, w gminie Gubin.
W latach 1975–1998 miejscowość administracyjnie należała do województwa zielonogórskiego.
W roku 1512 pojawiła się wzmianka o osadzie pod nazwą (niem. Sadersdorf). W tym czasie należała ona do majątku von Köckritza, a w okresie późniejszym została włączona do dóbr ziemskich Zakonu joannitów z Sękowic. 1 sierpnia 1887 roku Sadzarzewice nawiedziła wielka powódź, a na pamiątkę tego wydarzenia umieszczono na małym mostku we wsi żeliwną tablicę z oznaczeniem poziomu wody. Do 1945 roku istniała droga z Groß Gastrose do Sadzarzewic.
Komendantem wojskowym wsi w 1946 roku był dowódca plutonu 9. kompanii strzeleckiej 38. Pułku Piechoty ppor. Antoni Jajkowski.
W 1954 roku we wsi powstał Rolniczy Zespół Spółdzielczy im. Przełom. Od 2007 roku wieś posiada sieć wodną.